# Wu Jingyu

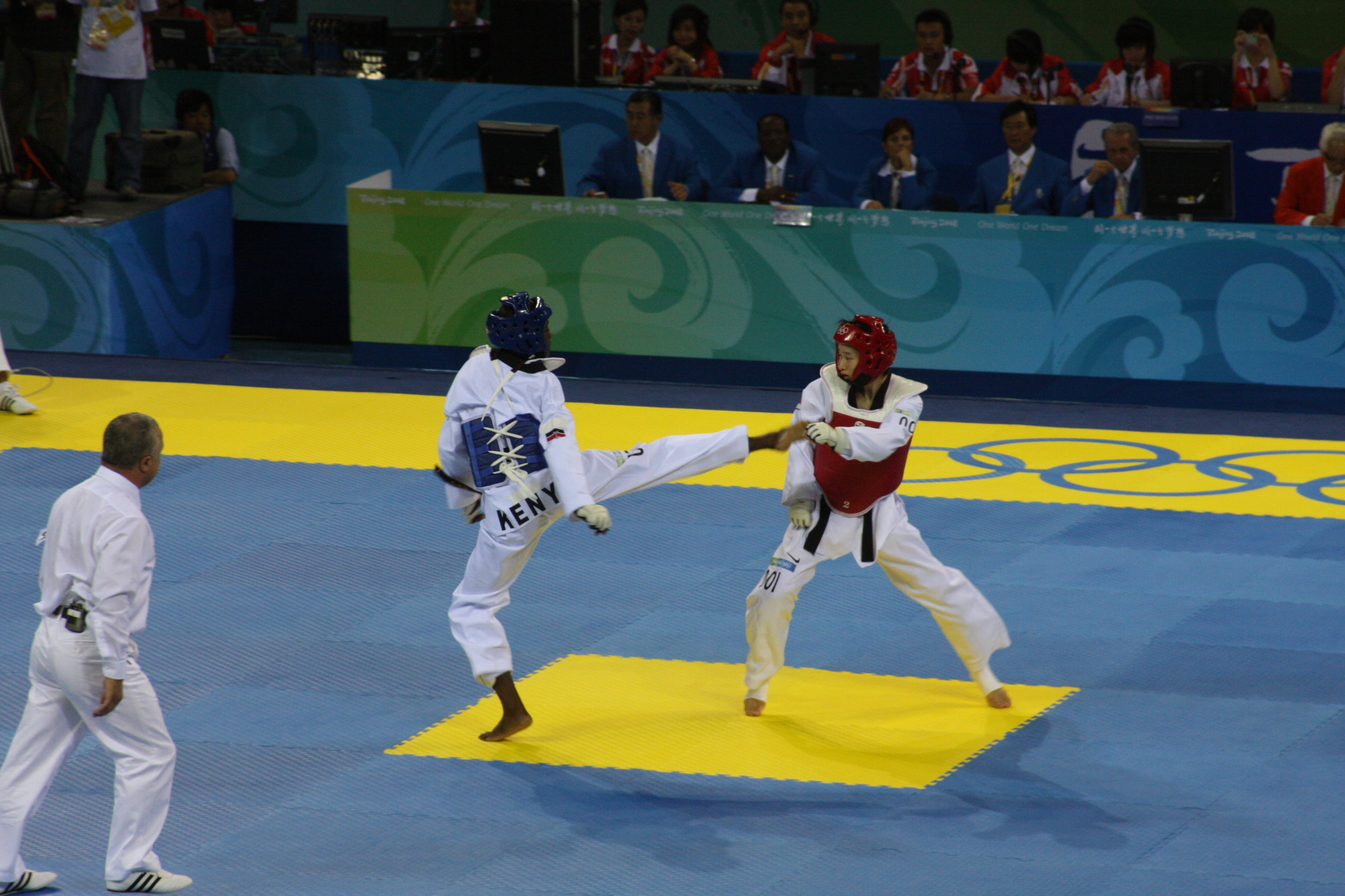
Olympische Sommerspiele 2008

Wu Jingyu (chinesisch 吳靜鈺, Pinyin Wú Jìngyù; * 1. Februar 1987 in Jiangxi) ist eine chinesische Taekwondoin. Ihre größten Erfolge sind zwei Weltmeistertitel aus den Jahren 2007 und 2011 sowie der Gewinn der Goldmedaille bei den Olympischen Sommerspielen 2008 und 2012.
Bei den Asienspielen 2006 in Doha gewann Wu Jingyu in der Klasse bis 47 Kilogramm die Goldmedaille. Ein Jahr später, bei den Taekwondo-Weltmeisterschaften 2007 in Peking, konnte sie den Weltmeistertitel in dieser Gewichtsklasse erkämpfen. Wu wurde in den chinesischen Kader für die Olympischen Sommerspiele 2008, die ebenfalls in Peking stattfanden, berufen. Sie startete im olympischen Taekwondo-Turnier in der Gewichtsklasse bis 49 Kilogramm. In der ersten Runde besiegte Wu Jingyu die Kenianerin Mildred Alango mit 7:0. Im Viertelfinale setzte sie sich gegen die Schwedin Hanna Zajc mit 8:1 durch, im Halbfinale gegen die Taiwanerin Yang Shu-chun mit 4:1. Im Finale besiegte Wu Jingyu die Thailänderin Buttree Puedpong.
Wu verteidigte ihre Goldmedaille bei den Asienspielen 2010 und wurde 2011 erneut Weltmeisterin. Bei den Olympischen Sommerspielen 2012 in London gewann sie erneut die Goldmedaille und bezwang dabei im Finale Brigitte Yagüe. 2010 uns 2012 errang sie zudem den Titel der Asienmeisterin.
Bei den Olympischen Spielen 2016 in Rio de Janeiro unterlag Wu im Viertelfinale der späteren Silbermedaillengewinnerin Tijana Bogdanović aus Serbien.